# Consolação (Minas Gerais)
Consolação is een gemeente in de Braziliaanse deelstaat Minas Gerais. De gemeente telt 1.750 inwoners (schatting 2009).

## Aangrenzende gemeenten
De gemeente grenst aan Cachoeira de Minas, Cambuí, Conceição dos Ouros, Córrego do Bom Jesus, Estiva en Paraisópolis.
Aan de oostzijde van het dorp staat een fraai witgekalkt kerkje op een rechthoekig pleintje.